# Bosut
Bosut (kyrillisk: Босут) er en 186 km lang venstre biflod til Sava -floden, der løber i Syrmien- regionen i det østlige Kroatien og det nordvestlige Serbien. Den kommer langsomt og bugtende fra sammenløbet af floderne Biđ og Berava, syd for byen Vinkovci, den eneste større by på dens løb, og drejer derefter mod sydøst. I nærheden af Lipovac modtager den sin store biflod Spačva og går derefter ind i Serbien nær Batrovci. I sit nedre løb flyder Bosut gennem et skovområde i Spačva-regionen. Floden er generelt kendt for sin overflod af fisk.
Dens navn fra den indoeuropæiske rod *bhogj, der betyder "at flyde". Den samme rod ses i hydroonymet "Bosna".

## Flodens løb

### Øvre løb
Bosut kommer fra Biđ (eller Bič)-floden i det centrale af regionen Slavonien , på de sydlige skråninger af bjerget Dilj, nordvest for byen Slavonski Brod. Det løber hovedsageligt mod nordøst, men har ingen større bosættelser, selvom nogle større landsbyer ligger i nærheden af floden (Donji Andrijevci, Vrpolje og Strizivojna). Biđ er 66 km lang.
Berava er en lille flod, der har sit udspring syd for Velika Kopanica, bugter sig mod øst nær Gundinci og Babina Greda og drejer mod nord nær Gradište, syd for Cerna.

### Nedstrøms for Cerna
I landsbyen Cerna løber Biđ floden sammen med Berava, der kommer fra syd, og fra dette punkt er den kendt som Bosut. Nogle kort viser dog, at navnet Bosut bruges før floden når Cerna, og andre anvender navnet også for den laveste del af Beravas løb, mellem Gradište og Cerna.
Derfra, løber floden ind i regionen Syrmien og landsbyerne Andrijaševci og Rokovci, og når den største bosættelse på sit løb, byen Vinkovci. Derfra drejer floden mod sydøst, hvilket er den retning, den følger resten af sit løb, bortset fra et stort U-sving syd for Vinkovci. Den passerer gennem Kunjevci, Nijemci, Podgrađe, Apševci og Lipovac, hvor den modtager floden Spačva fra højre, og efter en strækning på 151 km gennem Kroatien, krydser den grænsen til Serbien.
Bosut kommer ind i Serbien ved landsbyen Batrovci og løber gennem den sydvestligste del af provinsen Vojvodina. Den fortsætter gennem landsbyerne Morović (hvor den modtager floden Studva fra højre, dens største biflod i Serbien) og Višnjićevo, gør et sving nord for Sremska Rača og efter 28. km i Serbien, munder den ud i Sava ved landsbyen Bosut.

## Karakteristik
Bosut hører til Sortehavets afvandingsområde med sit eget afvandingsområde på 3.097 km2 (hvoraf 2.572 km2 ligger i Kroatien). På en strækning på omkring 40 km er den sejlbar for mindre fartøjer.
Floden er kendt som bugtende og ekstremt langsom, og den har et meget lille fald i sit bassin - mindre end 10 m fra Vinkovci til dens udmunding. Bosut er kendt som "floden, der løber baglæns", fordi den nogle gange, med hård vind, er så langsom, at det ser ud som om vandet løber baglæns.
Hele dalen i Biđ-Bosut er faktisk en gammel, fossil flodseng i Sava. Det er også kendt som den region der har den højeste fordampning i både Kroatien og Serbien. I sit nedre løb løber Bosut gennem et skovområde i regionen Spačva. Floden er generelt kendt for sin overflod af fisk.